# محمود مغنية
محمود بن محمد بن مهدي آل مغنية العاملي يعرف عمومًا بـمحمود مَغنيّة (1872 - 1916 م) (1289 - 1335 هـ) فقيه جعفري وشاعر لبناني عثماني. ولد في طير دبا بقضاء صور ونشأ فيها في عائلة معروفة. درس في مدرسة حنوبة ثم رحل إلى النجف مرّتين ودرس على كبار علمائها. وفي لبنان حل في العباسية وأسس مدرسة علمية تتلمذ فيها الكثير. توفي فيها عن 44 عامًا. ابنه هو محمد جواد مغنية. 

## سيرته
هو محمود بن محمد بن مهدي بن حسن بن حسين بن محمود بن محمد العاملي. ولد سنة 1289 هـ في قرية طير دبا في سنجق بيروت بولاية بيروت. تلقى علومه في مدرسة حنوية ثم مدرسة شقرا. هاجر إلى النجف في العراق مرّتين، وحضر على فقهاءها، منهم: محمد كاظم الخراساني، ومحمد حسين النائيني، وغيرهما حتى صار من فقهاء عصره، وقد أجازه البعض إجازة اجتهاد. 

عاد إلى وطنه وسكن العباسية في صور سنة 1331 هـ، وكانت بها مدرسة تخرج منها بعض طلبة. 

توفي سنة 1335 هـ في العباسية ودفن في بلدته، وله أبناء ساروا على نهجه، منهم محمد جواد مغنية.

## شعره
كان شاعرًا أديبًا، شارك في بعض المناسبات الأدبية والاجتماعية بقصائده. وكان رغم مهنته الدينية، شاعرًا مطبوعًا، نظم في مواضيع مختلفة وأجاد فيها. ذكرت شعره معظم الكتب التي تحدّثت عنه أو ترجمته له. 
 جاء في معجم البابطين عنه «بشعره نزعة عرفانية صوفية: فما بين الستر والتجلي والشغل بالمحبوب عمن سواه يجيء طرحه العرفاني، وله شعر في الفخر الذاتي. كما كتب في الشكوى والعتاب.  يميل إلى استخلاص الحكم والاعتبار، وله شعر في الغزل يتسم بالجدة، ويتجه إلى استخدام الرمز. وكتب في التذكر والحنين إلى أيام الصبا، كما كتب في مديح النبي (ص) وآل بيته الكرام. إلى جانب شعر له في الرثاء. تتسم لغته بالطواعية، وخياله بالطلاقة.» 

## وصلات خارجية
- في بوابة الشعراء
- في «ديوان»